# Be the One (singel Duy Lipy)
Be the One – drugi singel brytyjskiej piosenkarki Duy Lipy pochodzący z albumu Dua Lipa. Został wydany 30 października 2015 przez wytwórnię Dua Lipa Limited.

## Teledysk
Teledysk został wyreżyserowany przez Nicole Nodland na ulicach londyńskiego Soho. 29 października 2015 został opublikowany w serwisie internetowym YouTube.

## Lista utworów
- Digital download[1]

1. „Be the One” – 3:22

- Be the One - EP (Austria, Niemcy, Szwajcaria)[4][5][6]

1. „Be the One” – 3:22
2. „New Love” – 3:59
3. „Last Dance” – 3:49
4. „Be the One” (With You Remix) – 5:45
5. „Be the One” (Max + Johann Remix) – 4:06
6. „Be the One” (music video) – 3:25
7. „Last Dance” (music video) – 3:48

- Be the One (Remixes) - EP[7]

1. „Be the One” (Shy Luv Remix) – 3:28
2. „Be the One” (Dillistone Remix) – 3:47
3. „Be the One” (Paul Woolford Remix) – 6:21
4. „Be the One” (Take a Daytrip Remix) – 4:08
5. „Be the One” (Ten Ven Remix) – 5:24
6. „Be the One” (With You Remix) – 5:45

## Notowania na listach przebojów
| Lista                                   | Najwyższa pozycja |
| --------------------------------------- | ----------------- |
| Argentyna (Monitor Latino)              | 5                 |
| Australia (Top 50 Singles)              | 6                 |
| Austria (Ö3 Austria Top 40)             | 7                 |
| Belgia (Flandria) (Ultratop 50 Singles) | 1                 |
| Belgia (Wallonia) (Ultratop 50 Singles) | 42                |
| Czechy (Singles Digital – Top 100)      | 12                |
| Francja (Top 200 Singles)               | 42                |
| Niemcy (Top 100 Singles)                | 11                |
| Grecja (Billboard Greece Digital Songs) | 9                 |
| Węgry (Rádiós Top 40)                   | 5                 |
| Włochy (Top 20 Singles)                 | 28                |
| Luksemburg (Billboard)                  | 8                 |
| Holandia (Dutch Top 40)                 | 5                 |
| Holandia (Single Top 100)               | 11                |
| Nowa Zelandia (Top 40 Singles)          | 20                |
| Polska (AirPlay – Top)                  | 1                 |
| Portugalia (AFP)                        | 70                |
| Słowacja (Singles Digital)              | 1                 |
| Hiszpania (Top 50 Singles)              | 20                |
| Szwecja (Top 60 Singles)                | 100               |
| Szwajcaria (Singles Top 100)            | 11                |

## Certyfikaty i sprzedaż
| Kraj                     | Certyfikat         | Sprzedaż   |
| ------------------------ | ------------------ | ---------- |
| Australia (ARIA)         | 2x platynowa płyta | 140 000+   |
| Belgia (BEA)             | platynowa płyta    | 20 000+    |
| Holandia (NVPI)          | 2x platynowa płyta | 60 000+    |
| Kanada (MC)              | złota płyta        | 40 000+    |
| Niemcy (BVMI)            | platynowa płyta    | 400 000+   |
| Nowa Zelandia (RMNZ)     | złota płyta        | 7 500+     |
| Polska (ZPAV)            | diamentowa płyta   | 250 000+   |
| Portugalia (AFP)         | platynowa płyta    | 20 000+    |
| Stany Zjednoczone (RIAA) | złota płyta        | 500 000+   |
| Szwecja (GLF)            | złota płyta        | 20 000+    |
| Wielka Brytania (BPI)    | 2x platynowa płyta | 1 200 000+ |
| Włochy (FIMI)            | 2x platynowa płyta | 100 000+   |